# Song Ji-hyo
Cheon Seong-im (천성임?, meglio conosciuta con il nome d'arte Song Ji-hyo (송지효?; Pohang, 1º gennaio 1981) è un'attrice, conduttrice televisiva ed ex modella sudcoreana.

## Biografia
Song Ji-hyo nasce a Pohang il 1º gennaio 1981 e si è laureata in contabilità all'università Kyungmoon (ora Kookje) ha un fratello e una sorella più piccoli.
Prima di debuttare come attrice, fece la modella per la rivista Kiki, apparve nel video musicale di And I Love You di Lee Soo-young e in quello di Just Say Goodbye dei JTL, oltre a un cameo nell'ultimo episodio della serie Sunsu-ui sidae nel 2002. Il suo debutto avvenne nel 2003 nel film horror Yeogogoedam 3 - Yeo-ugyedam, a cui seguì Some l'anno dopo. Nel 2007 ottenne il suo primo ruolo sul piccolo schermo nel cast principale del drama coreano Gung, dove interpretò la ballerina Min Hyo-rin. Mentre proseguiva la sua carriera sia al cinema, sia in televisione, presentò il programma musicale Inkigayo con Heechul dei Super Junior dall'11 novembre 2007 al 4 maggio 2008.
Dal 2010 è nel cast del varietà Running Man.

## Filmografia

### Cinema
- Yeogogoedam 3 - Yeo-ugyedam (여고괴담 3: 여우계단), regia di Yun Jae-yeon (2003)
- Some (썸), regia di Jang Yoon-hyeon (2004)
- Saekjeukshigong 2 (색즉시공 2), regia di Yoon Tae-yoon (2007)
- Ssanghwajeom (쌍화점?), regia di Yoo Ha (2008)
- Keudaereul saranghamnida (그대를 사랑합니다), regia di Choo Chang-min (2011)
- Jakar-i onda (자칼이 온다), regia di Na Yong-kuk (2012)
- Sinsegye (신세계), regia di Park Hoon-jung (2013)
- 708090 (2015)
- Chim-ipja (침입자?), regia di Son Won-pyeong (2020)

### Televisione
- Sunsu-ui sidae (순수의 시대) – serie TV (2002)
- Gung (궁) – serie TV (2006)
- Jumong (주몽) – serie TV (2006-2007)
- Gangnyeokban (강력반) – serie TV (2011)
- Gyebaek (계백) – serie TV (2011)
- Cheonmyeong - Joseonpan domangja i-yagi (천명: 조선판 도망자 이야기) – serie TV (2013)
- Eunggeumnamnyeo (응급남녀) – serie TV (2014)
- Ibeon ju, anaega baram-eul pimnida (이번 주, 아내가 바람을 핍니다) – serie TV (2016)
- Entourage (안투라지?, AnturajiLR) – serie TV, episodio 3 (2016)
- Was It Love? (우리, 사랑했을까?, Uri, saranghaess-eulkkaLR) – serie TV (2020)

## Videografia
- 2001 – Just Say Goodbye, videoclip del brano dei JTL
- 2001 – And I Love You, videoclip del brano di Lee Soo-young
- 2007 – Words That I Can't Believe, videoclip del brano degli STAY
- 2010 – Don't Listen To This Song, videoclip del brano di Young Jee
- 2011 – It's Nothing Serious, videoclip del brano di Young Jee
- 2011 – In Heaven, videoclip del brano dei JYJ
- 2013 – Winter Song, videoclip del brano di Freestyle feat. Navi

## Riconoscimenti
| Anno | Premio                      | Categoria                                                       | Opera nominata                          | Risultato       |
| ---- | --------------------------- | --------------------------------------------------------------- | --------------------------------------- | --------------- |
| 2007 | Baeksang Arts Awards        | Miglior nuova attrice in una serie televisiva                   | Gung                                    | Candidato/a     |
| 2008 | Baeksang Arts Awards        | Attrice più popolare in un film                                 | Saekjeukshigong 2                       | Candidato/a     |
| 2009 | Baeksang Arts Awards        | Attrice più popolare in un film                                 | Ssanghwajeom                            | Candidato/a     |
| 2010 | SBS Entertainment Awards    | Premio speciale per un varietà                                  | Running Man                             | Vincitore/trice |
| 2011 | SBS Entertainment Awards    | Premio all'eccellenza per un varietà                            | Running Man                             | Vincitore/trice |
| 2011 | SBS Entertainment Awards    | Premio popolarità in internet                                   | Running Man                             | Candidato/a     |
| 2011 | MBC Drama Awards            | Premio all'eccellenza, attrice in una miniserie                 | Gyebaek                                 | Candidato/a     |
| 2011 | MBC Drama Awards            | Premio della produzione                                         | Gyebaek                                 | Vincitore/trice |
| 2011 | KBS Drama Awards            | Premio all'eccellenza, attrice in una miniserie                 | Gangnyeokban                            | Candidato/a     |
| 2012 | Baeksang Arts Awards        | Attrice più popolare in una serie televisiva                    | Gyebaek                                 | Candidato/a     |
| 2012 | Baeksang Arts Awards        | Miglior conduttrice                                             | Running Man                             | Candidato/a     |
| 2013 | Baeksang Arts Awards        | Miglior conduttrice                                             | Running Man                             | Candidato/a     |
| 2013 | Baeksang Arts Awards        | Attrice più popolare in un film                                 | Sinsegye                                | Candidato/a     |
| 2013 | SBS Entertainment Awards    | Premio alla massima eccellenza, donna                           | Running Man                             | Vincitore/trice |
| 2013 | SBS Entertainment Awards    | Premio popolarità degli spettatori (con il cast di Running Man) | Running Man                             | Vincitore/trice |
| 2013 | SBS Entertainment Awards    | Miglior coppia (con Gary)                                       | Running Man                             | Candidato/a     |
| 2013 | KBS Drama Awards            | Premio all'eccellenza, attrice in un drama di media lunghezza   | Cheonmyeong - Joseonpan domangja i-yagi | Candidato/a     |
| 2013 | KBS Drama Awards            | Premio degli internauti                                         | Cheonmyeong - Joseonpan domangja i-yagi | Candidato/a     |
| 2014 | DramaFever Awards           | Miglior bacio (con Gary)                                        | Running Man                             | Vincitore/trice |
| 2014 | DramaFever Awards           | Miglior coppia non destinata a stare insieme (con Gary)         | Running Man                             | Candidato/a     |
| 2014 | SBS Entertainment Awards    | Premio popolarità degli spettatori (con il cast di Running Man) | Running Man                             | Vincitore/trice |
| 2014 | Korean Updates Awards       | Miglior attrice                                                 | Eunggeumnamnyeo                         | Candidato/a     |
| 2014 | Korean Updates Awards       | Coppia preferita (con Choi Jin-hyuk)                            | Eunggeumnamnyeo                         | Vincitore/trice |
| 2014 | Korean Updates Awards       | Bacio dell'anno (con Choi Jin-hyuk)                             | Eunggeumnamnyeo                         | Candidato/a     |
| 2015 | DramaFever Awards           | Miglior attrice dell'anno                                       | Eunggeumnamnyeo                         | Vincitore/trice |
| 2015 | DramaFever Awards           | Momento più audace                                              | Eunggeumnamnyeo                         | Vincitore/trice |
| 2015 | Soompi Awards               | Miglior attrice                                                 | Eunggeumnamnyeo                         | Candidato/a     |
| 2015 | Soompi Awards               | Miglior coppia (con Gary)                                       | Running Man                             | Vincitore/trice |
| 2015 | International Hallyu Awards | Miglior attrice                                                 | Eunggeumnamnyeo                         | In attesa       |
| 2015 | Hallyu Win                  | Stella del 2014                                                 | Eunggeumnamnyeo                         | Vincitore/trice |
| 2015 | Daehan Drama Awards         | Miglior sintonia (con Choi Jin-hyuk)                            | Eunggeumnamnyeo                         | Candidato/a     |